# Сентенијал (Колорадо)
Сентенијал (енгл. Centennial) град је у америчкој савезној држави Колорадо.

## Демографија
По попису из 2010. године број становника је 100.377.
| Група             | 2000.    | 2010.          |
| Белци             | 0 (0,0%) | 82.664 (82,4%) |
| Афроамериканци    | 0 (0,0%) | 3.294 (3,3%)   |
| Азијати           | 0 (0,0%) | 4.373 (4,4%)   |
| Хиспаноамериканци | 0 (0,0%) | 7.457 (7,4%)   |
| Укупно            | 0        | 100.377        |